# 近藤翼
近藤 翼（こんどう つばさ、1989年4月30日 - ）は新潟県・長岡市出身のレーシングドライバー。

## レース戦歴
- 2008年 - 4輪レースデビュー
- 2009年
  - F4 東日本シリーズ (シリーズチャンピオン・3勝) 
  - F4 日本一決定戦（決勝3位）
- 2010年 - Formula Challenge Japan（シリーズ10位）
- 2011年 - Formula Challenge Japan（シリーズ5位・1勝）
- 2013年
  - ポルシェ・カレラ・カップ・ジャパン（PCCJ)（#78 IMPROVE RACING）(シリーズ2位・4勝）
  - ポルシェ・カレラカップ・アジア＜マカオグランプリ サポートレース参戦＞（決勝8位）
  - GAZOO 86/BRZ Race（KOTA RACING #61 マナチュラKOTA-R BRZ)（シリーズ10位）
- 2014年
  - ポルシェ・カレラ・カップ・ジャパン（PCCJ）（#78 スカイレーシング）(シリーズ3位・2勝）
  - スーパー耐久 ST-4クラス（TC CORSE #54 TC CORSE iRacing ROADSTER)（シリーズ10位）
- 2015年
  - ポルシェ・カレラ・カップ・ジャパン（PCCJ)（#78 スカイレーシング）(シリーズ2位）
  - スーパー耐久 ST-4クラス（TC CORSE #54 TC CORSE iRacing ROADSTER)（シリーズ9位）
  - GAZOO 86/BRZ Race・プロフェッショナルシリーズ（DTEC TEAM MASTER ONE #97 神奈川トヨタ☆DTEC86R)（シリーズ3位）
- 2016年
  - SUPER GT・GT300クラス＜スポット参戦 Rd.3,8＞  (Team TAISAN SARD #26 TAISAN SARD FJ AUDI R8)（シリーズ18位）
  - ポルシェ・カレラ・カップ・ジャパン（PCCJ)（#78 スカイレーシング) (シリーズチャンピオン・8勝) 
  - スーパー耐久 ST-4クラス（TC CORSE #54 TC CORSE iRacing ROADSTER)（シリーズ6位・1勝）
  - GAZOO 86/BRZ Race・プロフェッショナルシリーズ（DTEC TEAM MASTER ONE #97 神奈川トヨタ☆DTEC86R)（シリーズ8位・2勝）
- 2017年
  - SUPER GT・GT300クラス＜スポット参戦 Rd.2,6＞（VivaC team TSUCHIYA #25 VivaC 86 MC)（シリーズ23位）
  - スーパー耐久 ST-Xクラス（D'station Racing #777 D'station Porsche)（シリーズ3位・1勝）
  - GAZOO 86/BRZ Race・プロフェッショナルシリーズ（DTEC TEAM MASTER ONE #97 神奈川トヨタ☆DTEC86R)（シリーズチャンピオン)
- 2018年
  - SUPER GT・GT300クラス＜スポット参戦 Rd.2,5＞（つちやエンジニアリング #25 HOPPY 86 MC)（シリーズ24位）
  - ピレリスーパー耐久 ST-Xクラス（D'station Racing #777 D'station Porsche)（シリーズ8位・1勝）
  - ポルシェ・カレラ・カップ・ジャパン（PCCJ）（#78 SKY Racing) (シリーズチャンピオン・7勝) 
  - GAZOO 86/BRZ Race・プロフェッショナルシリーズ（DTEC TEAM MASTER ONE #1 神奈川トヨタ☆DTEC86R)（シリーズ2位）
  - ドバイ24時間レース・PROクラス（D'station Racing #20 D'station Porsche)（総合13位・クラス6位）
- 2019年
  - ピレリスーパー耐久 ST-Xクラス＜Rd.1-2,4,5,6＞（D'station Racing #777 D'station Vantage GT3)（シリーズ2位・2勝）
  - ピレリスーパー耐久 ST-1クラス＜Rd.3＞（D'station Racing #47 D'station Porsche)（総合5位・クラス優勝）
  - GAZOO 86/BRZ Race・プロフェッショナルシリーズ（DTEC TEAM MASTER ONE #98 神奈川トヨタ☆DTEC86R)（シリーズ4位）
  - インタープロトシリーズ・プロフェッショナルクラス＜スポット参戦 Rd.1,2＞ (GR Garage Yokkaichi #32 NETZ NOVEL MIE)（シリーズ10位）
  - ポルシェ・カレラカップ・アジア＜スポット参戦 Rd.2,3＞ (#110 アール・バンバーモータースポーツ)（シリーズ18位・最高2位）

- 2020年 - SUPER GT・GT300クラス（Audi Team Hitotsuyama #21 Hitotsuyama Audi R8 LMS）（シリーズ11位・1勝）
- 2022年 - SUPER GT・GT300クラス＜Rd.2,3,5,7＞（BMW Team Studie × CSL #7 Studie BMW M4）（シリーズ17位・1勝）

### SUPER GT
| 年     | チーム                 | 使用車両                  | クラス | 1      | 2       | 3      | 4     | 5       | 6      | 7      | 8      | 順位 | ポイント |
| ------ | ---------------------- | ------------------------- | ------ | ------ | ------- | ------ | ----- | ------- | ------ | ------ | ------ | ---- | -------- |
| 2016年 | Team TAISAN SARD       | アウディ・R8 LMS ウルトラ | GT300  | OKA    | FSW     | SUG    | FSW   | SUZ     | CHA    | TRM 6  | TRM 7  | 18位 | 9        |
| 2017年 | VivaC team TSUCHIYA    | トヨタ・86 MC             | GT300  | OKA    | FSW 15  | AUT    | SUG   | FSW     | SUZ 18 | CHA    | TRM    | 23位 | 1        |
| 2018年 | つちやエンジニアリング | トヨタ・86 MC             | GT300  | OKA    | FSW Ret | SUZ    | CHA   | FSW DNR | SUG    | AUT    | TRM    | 24位 | 1        |
| 2020年 | Audi Team Hitotsuyama  | アウディ・R8 LMS EVO      | GT300  | FSW 17 | FSW 8   | SUZ 25 | TRM 5 | FSW 14  | SUZ 1  | TRM 13 | FSW 12 | 11位 | 29       |
| 2022年 | BMW Team Studie ✕ CSL  | BMW・M4 GT3               | GT300  | OKA    | FSW Ret | SUZ 1  | FSW   | SUZ DNR | SUG    | AUT 12 | MOT    | 17位 | 21       |
| 2025年 | seven × seven Racing   | ポルシェ・911 GT3 R       | GT300  | OKA 8  | FSW     | SEP    | FSW   | SUZ     | SUG    | AUT    | MOT    | 8位* | 8*       |